# Cosmosoma melathoracia
Cosmosoma melathoracia är en fjärilsart som beskrevs av William James Kaye 1901. Cosmosoma melathoracia ingår i släktet Cosmosoma och familjen björnspinnare. Inga underarter finns listade i Catalogue of Life.